# Charles Paulet (13e marquis de Winchester)
Charles Ingoldsby Paulet (27 janvier 1764 – 29 novembre 1843), 13e marquis de Winchester, titré comte de Wiltshire de 1794 à 1800, est un noble britannique, membre du Conseil privé.

## Biographie
Fils aîné de George Paulet, 12e marquis de Winchester, il étudie au Eton College avant de poursuivre ses études au Clare College de l'université de Cambridge. Après avoir obtenu son diplôme, il entre en tant qu'officier aux Grenadier Guards de 1784 à 1786. 
Élu membre du Parlement pour Truro, il siège aux Communes de 1792 à 1796. Lieutenant-colonel depuis 1796 du « 37e (North Hants) Regiment of Foot », il est ensuite nommé en 1798 Lord Lieutenant du Hampshire. 
Paulet se marie avec Anne Andrews (cohéritière de John Andrews de Shotley Hall, dans le comté de Durham) cette année-là et ils ont sept enfants :
- John Paulet, 14e marquis (1801-1887), marié à Mary Montagu, fille du 6e baron Rokeby, dont descendance ;
- Charles Paulet (1802-1870), chanoine prébendé, marié à Caroline Ramsden puis à Joan Granville ;
- George Paulet (en) (1803-1879), amiral, marié à Georgina Wood ;
- William Paulet (en) (1804-1893), maréchal, non marié ;
- Frederick Paulet (en) (1810-1871), soldat et écuyer de la princesse Augusta de Hesse-Cassel, non marié ;
- Annabella Paulet (m. 1855), mariée à l'amiral William Ramsden ;
- Cecilia des Vœux (m. 1890), mariée au baronnet Charles des Vœux[2].

En 1812, le marquis de Winchester est nommé porte-coton (Groom of the Stole) du roi George III et conserve cette fonction sous George IV et jusqu'à la mort de Guillaume IV en 1837, date à laquelle la reine Victoria accède au trône et l'abolit. Le prince consort Albert de Saxe-Cobourg-Gotha continue à nommer des porte-cotons, tout comme le prince de Galles, jusqu'à l'abolition complète de cette fonction, en 1901. 
En 1839, le marquis ajoute le nom de Burroughs à son propre nom en héritant des biens de Sarah Salusbury (née Burroughs), en accord avec le testament de cette dernière. À sa propre mort, en 1843, ses titres reviennent à son fils aîné et héritier, le 14e marquis.